# Нерезине
Нерезине су насељено место у саставу града Малог Лошиња у Приморско-горанској жупанији, Република Хрватска.

## Географија
Нерезине се налазе на острву Лошињу.

## Историја
До територијалне реорганизације у Хрватској налазиле су се у саставу старе општине Црес-Лошињ.

## Становништво
На попису становништва 2011. године, Нерезине су имале 353 становника.

## Попис1991.
На попису становништва 1991. године, насељено место Нерезине је имало 397 становника, следећег националног састава:
| Попис 1991.‍  | Попис 1991.‍  | Попис 1991.‍ | Попис 1991.‍ | Попис 1991.‍ |
| ------------ | ------------ | ----------- | ----------- | ----------- |
|              |              |             |             |             |
| Хрвати       | Хрвати       |             | 303         | 76,32%      |
| Италијани    | Италијани    |             | 19          | 4,78%       |
| Југословени  | Југословени  |             | 14          | 3,52%       |
| Муслимани    | Муслимани    |             | 7           | 1,76%       |
| Словенци     | Словенци     |             | 7           | 1,76%       |
| Срби         | Срби         |             | 5           | 1,25%       |
| Албанци      | Албанци      |             | 4           | 1,00%       |
| Јевреји      | Јевреји      |             | 2           | 0,50%       |
| Немци        | Немци        |             | 2           | 0,50%       |
| Црногорци    | Црногорци    |             | 1           | 0,25%       |
| остали       | остали       |             | 3           | 0,75%       |
| неопредељени | неопредељени |             | 20          | 5,03%       |
| непознато    | непознато    |             | 10          | 2,51%       |
| укупно: 397  |              |             |             |             |